# Zabih Etemadi
Zabih Etemadi (Teheran, 19 september 1982) is een Iraans-Nederlands voormalig profvoetballer. Hij speelde als doelman en heeft in verschillende internationale voetbalcompetities gespeeld.

## Carrière
Etemadi begon zijn professionele carrière in 2001 bij SC Cambuur. Zijn vaardigheden als doelman trokken de aandacht van scouts, wat resulteerde in zijn overstap naar FC Groningen in 2004. Met die ploeg heeft hij succes in verschillende competities behaald, waaronder in de Eredivisie.

## Advocaat
Na zijn voetbalcarrière studeerde Etemadi rechten aan de Rijksuniversiteit Groningen. In 2009 behaalde hij zijn masterdiploma in bedrijfsrecht. Na vijf jaar bij een commercieel advocatenkantoor te hebben gewerkt, richtte Etemadi in 2015 zijn eigen advocatenkantoor op in Amsterdam. Samen met Floris Havelaar richtte hij in 2016 het advocatenkantoor LOYR op.

## Privéleven
Zabih Etemadi is de oudere broer van voetballer Agil Etemadi.